# ناساو
ناساو (به آلمانی: Nassau) نام یکی از شهرهای ایالت راینلاند-فالتز، واقع در نواحی غربی کشور آلمان است. با وجود تاریخ باستانی و پرماجرای این شهر، جمعیت آن کمتر از ۵۰۰۰ نفر تا تاریخ ۲۰۱۲ میلادی بوده است.